# Diamond D-Jet
O D-Jet é um very light jet monomotor de 5 lugares produzido pela Diamond Aircraft. As entregas deveriam começar em 2008 e o preço de mercado da aeronave seria de cerca de 1,38 milhões de dólares. Mas o seu desenvolvimento foi suspenso em 2013, foram criados apenas três protótipos.

## Especificações (D-JET)
Dados de: Diamond Aircraft
Descrições gerais
- Tripulação: 1 - piloto
- Capacidade: 4 - passageiros
- Comprimento: 10,7 m (35 ft)
- Envergadura: 11,5 m (38 ft)
- Altura: 3,6 m (12 ft)
- Peso bruto (carregado): 2 320 kg (5 110 lb)
- Capacidade de combustível:  789,25 kg (1 740 lb) de combustível

Motorização
- Número de motores: 1x
- Tipo do motor: Turbofan
- Fabricante/modelo: Williams International FJ33-4A-19

Performance
- Velocidade máxima: 583 km/h (362 mph)
- Velocidade de cruzeiro (km/h): 444 km/h (276 mph)
- Velocidade total em Nó: 315 kn (583 km/h)
- Alcance: 2 500 km (1 550 mi)
- Razão de subida: 8,467 m/s
- Tecto de serviço: 7 600 m (24 900 ft)